# Arcade Fire
Arcade Fire é uma banda de indie rock da cidade de Montreal, Quebec, no Canadá. Fundada em 2000 pelo casal Win Butler e Régine Chassagne, a banda é conhecida por suas apresentações ao vivo, como também pelo uso de um grande número de instrumentos musicais; principalmente guitarra, bateria e baixo; mas também piano, violino, viola, violoncelo, xilofone, teclado, acordeão e harpa.
Arcade Fire ganhou numerosos prêmios, incluindo o Grammy 2011 de álbum do ano, o Juno 2011 de álbum do ano e o Brit Award 2011 de melhor álbum internacional, pelo seu terceiro álbum de estúdio, The Suburbs, lançado em 2010, sucesso comercial e de crítica. Os quatro álbuns de estúdio foram indicados ao Grammy de Melhor Álbum de Música Alternativa.
Seu segundo álbum Neon Bible foi gravado numa igreja comprada pelos próprios integrantes, motivados por uma melhor acústica. Lançado em Março de 2007, para promover esse álbum a banda criou um site especial onde se encontra um número de telefone para o qual os internautas podem discar e ouvir a canção "Intervention", além de letras das canções e uma página para se ouvir gratuitamente "Black Mirror", a primeira faixa deste novo disco.

## História

### 2001–03: Formação e primeiros anos
O Arcade Fire foi formado em torno do casal Win Butler e Régine Chassagne. Começando em meados de 2003, a formação dos dois primeiros álbuns solidificou-se no final do mesmo ano e início de 2004, quando o primeiro álbum foi gravado, Funeral. Antes de seu lançamento, o EP Arcade Fire já era vendido nos primeiros concertos. Posteriormente, o mesmo EP foi remasterizado e relançado em 2005, quando a banda já havia se tornado mais proeminente. O grupo é conhecido por seus concertos ao vivo, e pelo uso diversificado de instrumentos musicais. Seu desempenho positivo ao vivo os ajudaram a assinar contrato com a gravadora independente Merge Records.

### 2004–06:Funeral
Funeral estreou em setembro de 2004 no Canadá, e em fevereiro do ano seguinte na Europa. Seu título foi escolhido devido ao falecimento de diversos familiares de integrantes durante sua gravação, o que criou uma atmosfera sóbria que influenciou canções como "Une année sans lumière", "In the Backseat" e "Haiti".
David Bowie escutou a banda em turnê e os trouxe à atenção de executivos de gravadoras. Ainda sem um contrato de peso, o sucesso do Arcade Fire com o álbum Funeral foi aclamado como um fenômeno da Internet. Após uma crítica bastante positiva da Pitchfork, a gravadora Merge Records esgotou todo seu estoque do álbum, tornando-se o primeiro álbum da gravadora a entrar na parada musical Billboard 200.
A banda também chamou muito a atenção do mundialmente aclamado U2, que os convidou para abrir shows no Canadá e acabou por eleger a canção "Wake Up" como tema de abertura da colossal turnê Vertigo Tour (2005–2007).
A banda agendou concertos em pequenas casas de espetáculo em sua turnê de 2004, mas o crescente interesse os forçou a diversas mudanças de planos, seguindo uma turnê internacional em 2005 nos Estados Unidos, Canadá, Europa e Japão (festival SummerSonic Festival). Em meados de 2005 a banda apresentou-se também em sete festivais, Coachella Valley Music and Arts Festival, Sasquatch! Music Festival, Lollapalooza e Reading Festival no Reino Unido, Electric Picnic na Irlanda, Lowlands Festival nos Países Baixos e no Paredes de Coura em Portugal.
A banda estava na capa de 4 de abril de 2005 da edição canadense da Time Magazine, sendo considerada a banda que "ajudou a colocar a música canadense no mapa mundial". Em maio do mesmo ano a banda assinou um contrato de curto prazo com a EMI para o suporte de Funeral, e em junho a banda lançou o novo single "Cold Wind" para o segundo volume da trilha sonora da série de televisão Six Feet Under. A BBC usou a canção "Wake Up" em anúncios de sua programação de 2005, e as canções "Rebellion (Lies)" e "Neighborhood #1 (Tunnels)" em janeiro de 2006. Ainda em 9 de setembro de 2005, a banda viajou para Nova Iorque e apareceu no especial de televisão Fashion Rocks, no qual apresentaram a canção "Wake Up" com David Bowie. Ainda em Nova Iorque, apareceram no Late Show with David Letterman e realizaram um concerto no Central Park. Em 11 de setembro apareceram na série musical britânica Top of the Pops com a canção "Rebellion (Lies)".
No Brasil, apresentarem-se em outubro de 2005 no Rio de Janeiro (dia 22), em São Paulo (dia 23) e em Porto Alegre (dia 25) durante o Tim Festival. Na ocasião, Win cantou uma versão da "Aquarela do Brasil", de Ary Barroso, que está no lado B do single "Cold Wind", lançado na Inglaterra.
Em Portugal, ficaram conhecidos por terem dado, no Festival Paredes de Coura, aquele que foi considerado pela maioria dos críticos de música portugueses como o melhor concerto de 2005 no país, mas muitos dos principais críticos de música internacionais consideraram também aquele como o melhor concerto da banda em todo o mundo no ano de 2005.
Tanto o álbum Funeral quanto o single "Cold Wind" foram nomeados para o Grammy para Melhor Álbum de Rock Alternativo e Melhor Canção Escrita para Televisão, Cinema ou Outra Mídia (no caso, a trilha sonora de Six Feet Under), respectivamente.

### 2006–10:Neon Bible
Em 26 de junho de 2006, Win Butler anunciou que o trabalho com novo material estava progredindo, e que este seria um álbum auto-produzido, ainda que a banda estivesse trabalhando com os engenheiros de som Scott Colburn e Marcus Dravs.
A primeira faixa de Neon Bible lançada oficialmente foi "Intervention", em dezembro de 2006 através do serviço iTunes. Logo após "Black Wave/Bad Vibrations" também foi lançada no sistema. O álbum foi lançado em redes P2P em 26 de janeiro de 2007, e oficialmente lançado em 5 de março. Ele já estreou na primeira posição das paradas de álbum do Canadá e em segundo lugar na Billboard Top 200. O primeiro single de fato foi anunciado em janeiro, "Black Mirror".
Uma turnê de suporte a Neon Bible já havia sido anunciada em dezembro de 2006. Entre janeiro e fevereiro de 2007, realizaram cinco concertos em Londres. Em 20 de janeiro tocaram em um concerto em uma igreja na região de Montreal. A partir de 13 de fevereiro, apresentaram-se cinco vezes em concertos em Nova Iorque. A banda tocou no Saturday Night Live de 24 de fevereiro, com as canções "Intervention" e "Keep the Car Running". Owen Pallett não estava presente por estar gravando para seu projeto pessoal, Final Fantasy.
A turnê européia da banda foi agendada para acontecer entre 3 de março e 3 de abril, e incluiu concertos em Londres e Paris. Entretanto, em 24 de março a banda anunciou que estava cancelando o restante de concertos da turnê devido a uma infecção em Win. A turnê estado-unidense aconteceu entre 26 de abril e 2 de junho, inclusive abrindo concerto para David Bowie.
Em 2007, a banda marcou presença em Portugal, no festival Super Bock Super Rock, brindando o público e a crítica com um concerto espetacular e memorável, que muitos consideram um dos, senão mesmo o melhor concerto que a banda deu nesse ano.
Em 2011, deram novamente um concerto no festival Super Bock Super Rock em Portugal, país onde a banda parece definitivamente sentir-se como "peixe na água", sendo de novo considerado um dos melhores concertos do ano, tendo sido aclamado por críticos, público e mesmo pela banda, devido à grande entrega do grupo e à interacção fenomenal durante todo o concerto com o público português.

### 2010–12:The Suburbs
Em agosto de 2010, o terceiro álbum da banda, The Suburbs, foi lançado, com produção realizada em conjunto com Markus Dravs, assim como em seu predecessor. Essa obra proporcionou à banda o prêmio de Álbum do Ano no Grammy Awards de 2011, além das indicações para Melhor Álbum de Música Alternativa e Melhor Performance de Rock por um Duo ou Grupo com Vocal, com "Ready To Start".
Uma edição de luxo do álbum foi lançada no aniversário de um ano do lançamento, contendo faixas bônus como "Speaking In Tongues", com participação de David Byrne, e um curta-metragem do diretor Spike Jonze, Scenes from the Suburbs, que estreiou no Festival internacional de Cinema de Berlim de 2011.

### 2013–15:Reflektore a trilha sonora deHer
Em agosto de 2013, iniciou-se uma campanha de publicidade inspirada em marketing de guerrilha, consistindo principalmente em grafites de um logotipo contendo a palavra "reflektor", avistados em grandes cidades como Londres, Sydney e Chicago. O envolvimento do Arcade Fire com os grafites foi logo especulado, com indicações de que "Reflektor" poderia ser o nome do novo álbum da banda. A confirmação veio no dia 26 de agosto, por meio de um mural num prédio em Manhattan, que incluía a mensagem "Arcade Fire 9pm 9/9".
Em 9 de setembro, foi divulgada a música "Reflektor", com um videoclipe interativo sendo disponibilizado online, além de um clipe oficial, dirigido pelo cineasta neerlandês Anton Corbijn. O músico britânico David Bowie contribuiu com vocais de apoio na faixa, que veio a ser o primeiro single extraído do álbum de mesmo nome, com o compacto em vinil sendo creditado à banda fictícia The Reflektors.
Reflektor, álbum co-produzido com James Murphy, do LCD Soundsystem, foi lançado em outubro de 2013.
A banda retornou ao Brasil na turnê subsequente, a Reflektor Tour, como atração principal do Lollapalooza Brasil de 2014.
Em paralelo ao álbum, o grupo trabalhou na composição da trilha sonora do filme Her, em contribuição com o músico canadense Owen Pallett. A trilha foi indicada à Melhor Trilha Sonora no Oscar 2014.  Por terem sido produzidos parcialmente no mesmo período de tempo, há semelhanças entre os dois trabalhos da banda neste período: a canção "Supersymmetry", última faixa de Reflektor, originou-se como uma versão da música tocada nos créditos do filme, enquanto "Porno", também do álbum de estúdio, tem sua melodia soada de forma instrumental no filme.
O documentário The Reflektor Tapes, longa metragem com direção de Kahlil Joseph sobre o processo de gravação do álbum, foi lançado em 24 de Setembro de 2015 e exibido no Festival Internacional de Cinema de Toronto de 2015. No dia seguinte à estreia, foi lançada uma edição de luxo virtual de Reflektor, contendo 6 novas faixas. Uma dessas músicas, "Get Right", foi lançada como single, com "Crucified Again" como b-side.

### 2017–2021:Everything Now
No decorrer de 2016, alguns membros do Arcade Fire fizeram declarações sobre seu próximo álbum. Will Butler, respondendo à perguntas dos fãs na rede social Reddit, afirmou que o sucessor de Reflektor poderia ser lançado "provavelmente na próxima primavera", enquanto Tim Kingsbury concedeu entrevista à CBC declarando que o lançamento viria "em algum momento do próximo ano".
O grupo voltou aos palcos, dois anos após o fim da Reflektor Tour, em show no Razzmatazz, como um "aquecimento" para uma pequena sequência de shows ocorridos no mês de julho, que incluiu apresentação na última noite do festival NOS Alive '16, em Oeiras, Portugal.
No dia da cerimônia de posse de Donald Trump como Presidente dos Estados Unidos, 19 de janeiro de 2017, a banda lançou a faixa de protesto "I Give You Power", uma colaboração com a cantora Mavis Staples. O single, inicialmente exclusivo do Tidal, teve sua arrecadação doada à União Americana pelas Liberdades Civis.
O Arcade Fire assinou contrato com a gravadora Columbia Records em maio de 2017, lançando o single "Everything Now" ao dia 31 deste mês, com uma edição limitada em vinil no festival Primavera Sound, em Barcelona, no qual também se apresentaram. No dia seguinte, o quinto álbum de estúdio da banda foi anunciado, e o single recebeu um videoclipe. Lançado em 28 de julho de 2017, o álbum Everything Now foi produzido em parceria com Thomas Bangalter do duo Daft Punk, Steve Mackey da banda britânica Pulp, e o recorrente colaborador Markus Dravs. Além da faixa-título, as primeiras canções a serem divulgadas foram "Creature Comfort", "Signs of Life" e "Electric Blue", com seus respectivos videoclipes.
Em dezembro de 2017, a banda retornou ao Brasil, com shows da turnê Infinite Content Tour no Rio de Janeiro e em São Paulo, respectivamente nos dias 8 e 9, com a banda colombiana Bomba Estéreo abrindo os shows. A apresentação no Rio de Janeiro, inicialmente marcada para a Jeunesse Arena, foi transferida para a Fundição Progresso, local com capacidade de público bem menor, provavelmente devido à baixa procura por ingressos. Já a apresentação na Arena Anhembi, em São Paulo, sofreu encolhimento e alterações na disposição do público. Em ambos os shows, durante a última música ("Wake Up"), percussionistas brasileiros convidados fizeram participações especiais, tocando com os integrantes da banda, que desceram à pista, encontrando o público. Em São Paulo, essa participação coube à bateria da escola de samba Acadêmicos do Tatuapé.
Para a versão de 2019 do filme Dumbo, da Disney, o Arcade Fire gravou uma versão da música "Baby Mine", composta por Frank Churchill e Ned Washington e performada originalmente no filme animado de 1941. A canção, que é tocada nos créditos finais do longa, foi lançada como single em 11 de março de 2019.

### 2022-Presente: WE
Em março de 2022, os fãs receberam cartões postais marcados com o logotipo da banda; os cartões postais incluíam a nota "Sentimos sua falta", anotações musicais, bem como uma imagem de um olho com a palavra "Cancelar inscrição" escrita abaixo. Essas mesmas imagens começaram a aparecer em sinalização em Londres, bem como nas páginas de mídia social da banda, indicando os primeiros sinais de um novo álbum. Em 14 de março, a banda anunciou que uma nova música intitulada "The Lightning I, II" seria lançada em 17 de março.
Em 17 de março de 2022, o Arcade Fire anunciou que o álbum seria intitulado WE e seria lançado em 6 de maio de 2022.

## Integrantes

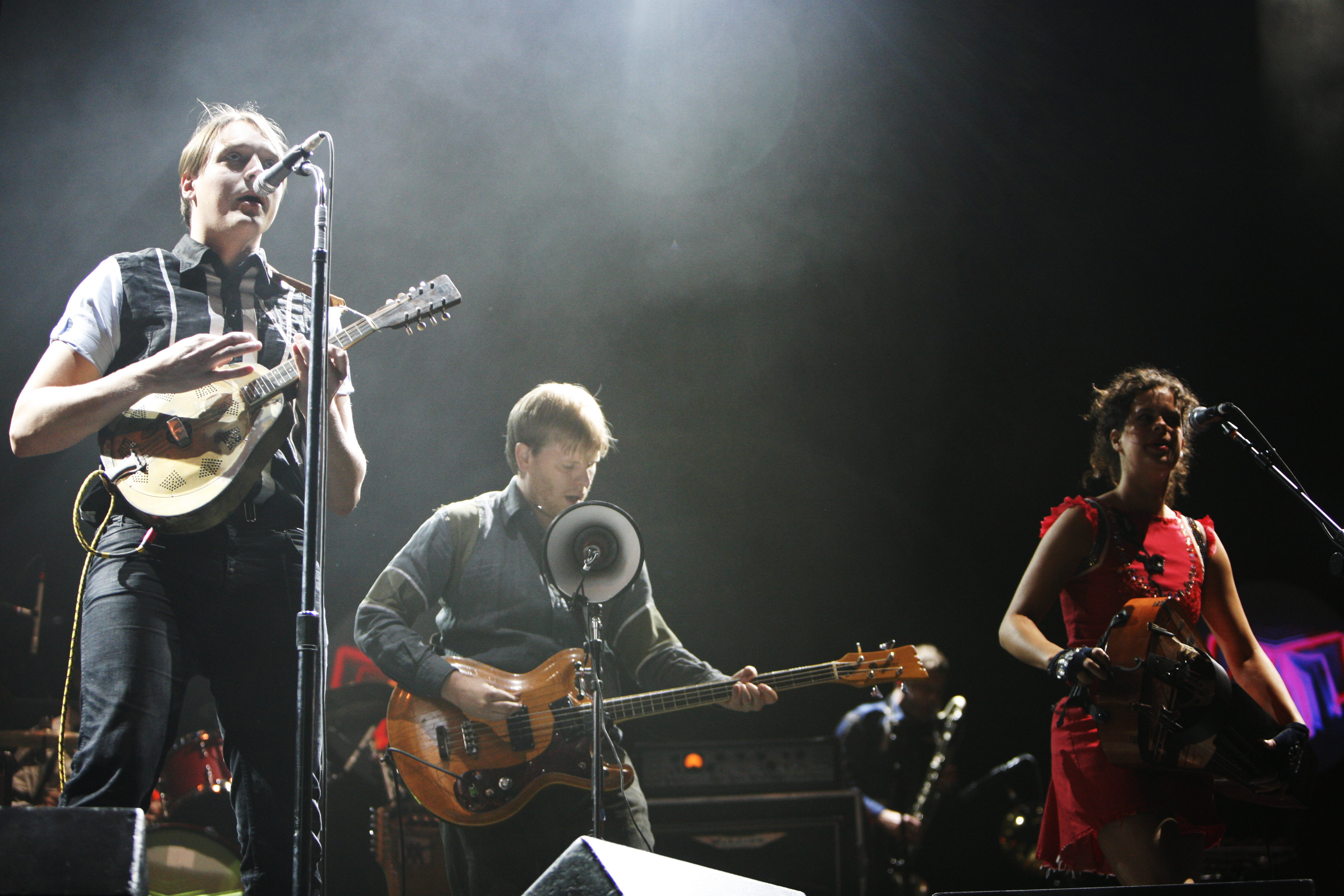
A banda em concerto, 2007

Além do casal formado pelos fundadores Win Butler e Régine Chassagne, outros membros da banda incluem Richard Reed Parry, William Butler, Tim Kingsbury, Sarah Neufeld e Jeremy Gara.
Howard Bilerman, que havia tocado bateria no álbum de estréia Funeral, deixou a banda para dedicar-se a outros projetos. Durante concertos em suporte a esse álbum, a banda incluía Pietro Amato e o violinista Owen Pallett. Neufeld, Parry e Amato também tocaram na banda instrumental Bell Orchestre e Neufeld e Amato também tocaram na The Luyas. Pallett, ainda que não listado como membro oficial no sítio da banda ou mesmo nas capas de álbuns, toca com a banda em concertos ao vivo, e fez os arranjos de orquestra e de cordas com Régine para os dois primeiros álbuns. Outros membros de turnê incluem a violinista Marika Anthony-Shaw, Colin Stetson e Kelly Pratt.

## Discografia

### Álbuns de estúdio
- Funeral (2004)
- Neon Bible (2007)
- The Suburbs (2010)
- Reflektor (2013)
- Everything Now (2017)
- WE (2022)
- Pink Elephant (2025)

### Trilhas sonoras
- Her (Original Motion Picture Soundtrack) (com Owen Pallett) (2014)

### EP's
- Arcade Fire (2003, re-lançado em 2005)
- Live Ep (com David Bowie) (2005)
- The Reflektor Tapes (2015)

### Compactos

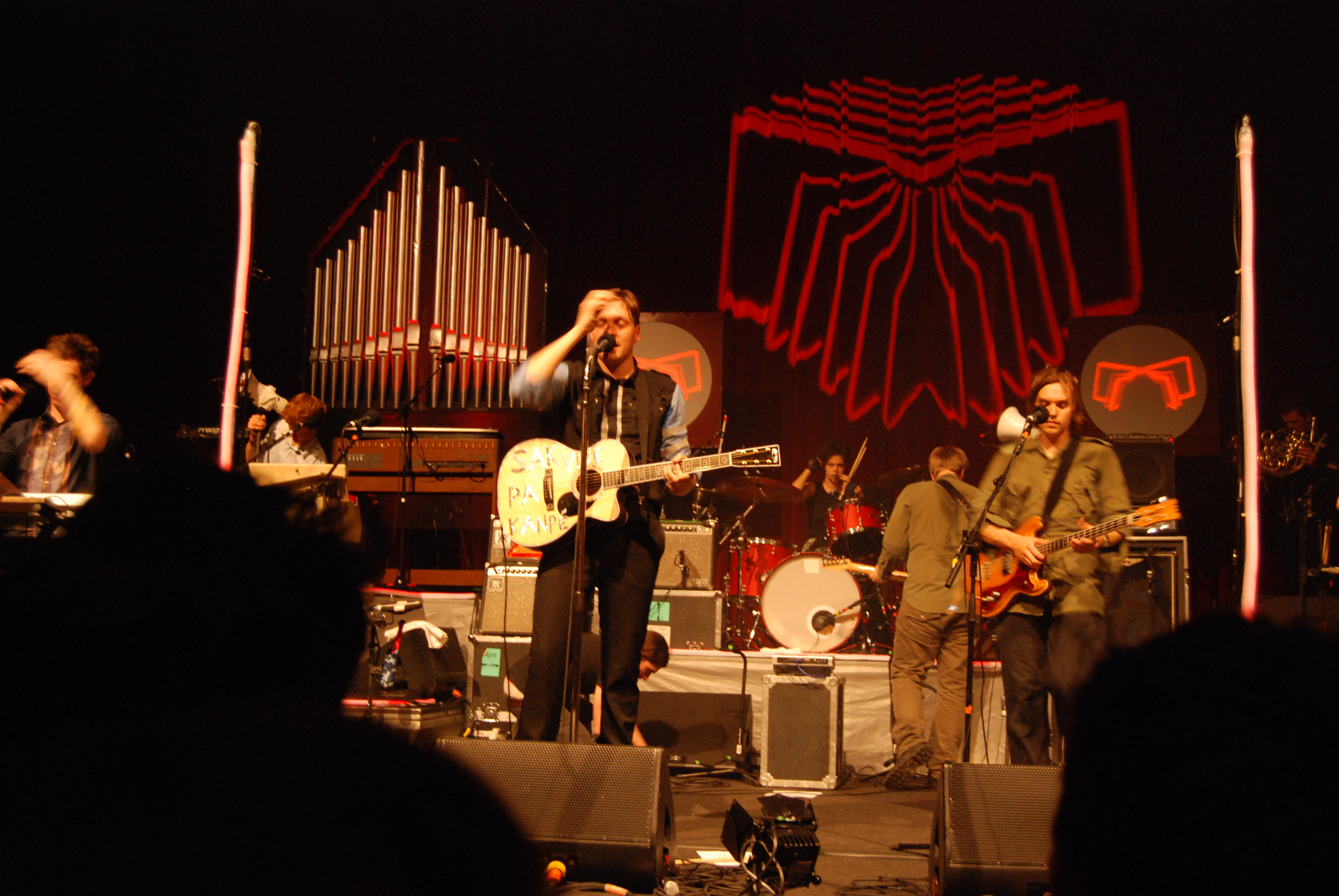
A banda em concerto em Nova Iorque, maio de 2007

#### deFuneral
- "Neighborhood #1 (Tunnels)" (2004)
- "Neighborhood #2 (Laika)" (2005)
- "Neighborhood #3 (Power Out)" (2005)
- "Rebellion (Lies)" (2005)
- "Wake Up" (2005)

#### deNeon Bible
- "Black Mirror" (2007)
- "Keep The Car Running" (2007)
- "Intervention" (2007)
- "No Cars Go" (2007)

#### deThe Suburbs
- "The Suburbs"/"Month Of May"
- "We Used To Wait"
- "Ready To Start"
- "City With No Children"
- "Speaking In Tongues" (com David Byrne)
- "Sprawl II (Mountains Beyond Mountains)"

#### deReflektor
- "Reflektor" (2013)
- "Afterlife" (2013)
- "We Exist" (2014)
- "You Already Know" (2014)
- "Get Right" (2015)

#### deEverything Now
- "Everything Now" (2017)
- "Creature Comfort" (2017)
- "Signs of Life" (2017)
- "Electric Blue" (2017)
- "Put Your Money on Me" (2018)

de WE
- "The Lightning I, II" (2022)

#### não incluídos em álbuns
- "Cold Wind" (2005)
- "Poupée de cire, poupée de son"/"No Love Lost" (split com LCD Soundsystem) (2007)
- "Abraham's Daughter" (2012)
- "I Give You Power" (com Mavis Staples) (2017)
- "Baby Mine" (2019)

## Videografia
- "Neighborhood #1 (Tunnels)" (2005)
- "Neighborhood #2 (Laika)" (2005)
- "Neighborhood #3 (Power Out)" (2005)
- "Rebellion (Lies)" (2005)
- "Black Mirror" (2007)
- "Ready to Start" (2010)
- "We Used to Wait" (2010)
- "The Suburbs" (2010)
- "Sprawl II (Mountains Beyond Mountains)" (2011)
- "Reflektor" (2013)
- "Afterlife" (2013)
- "Afterlife" (ao vivo) (2013)
- "Here Comes the Night Time" (2013)
- "We Exist" (2014)
- "You Already Know" (2014)
- "Porno" (2015)
- "Everything Now" (2017)
- "Creature Comfort" (2017)
- "Signs of Life" (2017)
- "Electric Blue" (2017)
- "Money + Love" (2018)
- "Chemistry" (2018)
- "Peter Pan" (2018)
- "The Lightning I, II" (2022)
- "Unconditional I (Lookout Kid)" (2022)